# Zeta (bogstav)
 For alternative betydninger, se Zeta. (Se også artikler, som begynder med Zeta)
Zeta (Ζ ζ) er det sjette bogstav i det græske alfabet, det lyder som dz.

## Computer
I unicode er Ζ U+0396 og ζ er U+03B6.
|   | decimal | hex     | HTML   |
| - | ------- | ------- | ------ |
| ζ | &#950;  | &#x3b6; | &zeta; |
| Ζ | &#918;  | &#x396; | &Zeta; |